# Émile Loubet
Émile François Loubet (31. december 1831 – 20. december 1929) var Frankrigs præsident i 1899-1906.
Han var også premierminister i 1892.

## Hædersbevisninger og ordener
- Danmark: Ridder af Elefantordenen  (1900)
- Norge: Ridder af Den Norske Løve  (1904)

- Wikimedia Commons har flere filer relateret til Émile Loubet